# Scissodesma spengleri
Scissodesma spengleri is een tweekleppigensoort uit de familie Mactridae. De wetenschappelijke naam werd in 1767 gepubliceerd in door Carl Linnaeus.
Rechter en linker klep van hetzelfde exemplaar:

Rechter klep
Linker klep